# تل حفیان
تل حفیان (به عربی: تل حفیان) یک روستا در سوریه است که در ناحیه تل تمر واقع شده‌است. تل حفیان ۱٬۱۳۲ نفر جمعیت دارد.